# たぬき汁
たぬき汁（たぬきじる）とは、精進料理の一種でコンニャクを入れた味噌汁。またはタヌキの獣肉を入れた汁物。

## 精進料理
古くは
獣肉食が禁止されていた仏僧が、凍りコンニャクをちぎり胡麻油で炒って味噌汁にした料理。タヌキの肉を入れた味噌汁に味が似ていることから、これが広まった。
奈良興福寺宝蔵院の僧胤栄が創始した宝蔵院流槍術では、正月の稽古始めに「狸汁」を供することが伝統行事となっている。奈良奉行川路聖謨の日記『寧府紀事』の嘉永元年（1848年）1月25日に「宝蔵院は昨日稽古はじめなるに古格にて狸汁を食するよし也　いにしへは真の狸にて稽古場に精進はなかりしが今はこんにゃく汁を狸汁とてくはするよし也」と記されている。

また、奈良県桜井市岩坂の十二神社で正月4日に行われる祭事の直会には、こんにゃくのたぬき汁が作られる。熱い汁でありながら、油で湯気が抑えられ、見た目には熱そうでないので「だまされた」ということから「たぬき汁」と名付けられたと伝えられる。

## 獣肉料理
各地の猟師の間では臭いを消すための方法が伝わっており、山梨では前処理として肉を藁で包んで、1週間ほど土中に埋め、その後2時間ほど流水にさらしていたり、岩手では皮を剥ぎ内臓を破らないように取ってから、骨を取り20日間ほど軒下に吊るし、その後、細かく切ってから、沢の水に二昼夜つけてから食用にしたとされる。酒、ニンニク、ショウガなどを使って臭いを抜くこともあった。たぬき汁にもっぱら味噌が使用されたのも、臭い消しのためと言われている。
佐藤垢石の随筆「たぬき汁」では、ある日食通の知り合いを集め、タヌキを各種の料理にして食べる会を開催したとある。この随筆が書かれたのは昭和15年（1940年）のことで、東京では代用食が流行っていたとあり、タヌキも役に立てられないかという考えからであったという。その結果、香辛料を混ぜて作った狸の肉団子と味噌汁は美味、カツやステーキは噛めないほど固く、吸い物は獣臭くて食べられなかったとある。その上で、一流の料理人が作れば食べられるだろうが、素人であれば手の付けられない料理になってしまうだろうとし、タヌキ肉は代用食に不適であると結論付けられたという。
日本では、昔はアナグマとタヌキを明確に区別していなかったので、アナグマ汁のことも、たぬき汁と呼んでいた。アナグマを使ったものは美味であるといわれる。
東京都墨田区両国にある獣肉料理店「ももんじや」の品書きに狸汁が以前はあった。中身は赤だし、豆腐、ゴボウ、ワケギに狸の小さな脂肪の塊が4粒ほどあったという。